# Rhipidocephala divestita
Rhipidocephala divestita là một loài ruồi trong họ Asilidae. Rhipidocephala divestita được Oldroyd miêu tả năm 1966. Loài này phân bố ở vùng nhiệt đới châu Phi.